# Salses-le-Château
Salses-le-Château är en kommun i departementet Pyrénées-Orientales i regionen Occitanien i södra Frankrike. Kommunen ligger i kantonen Rivesaltes som tillhör arrondissementet Perpignan. År 2022 hade Salses-le-Château 3 888 invånare.

## Befolkningsutveckling

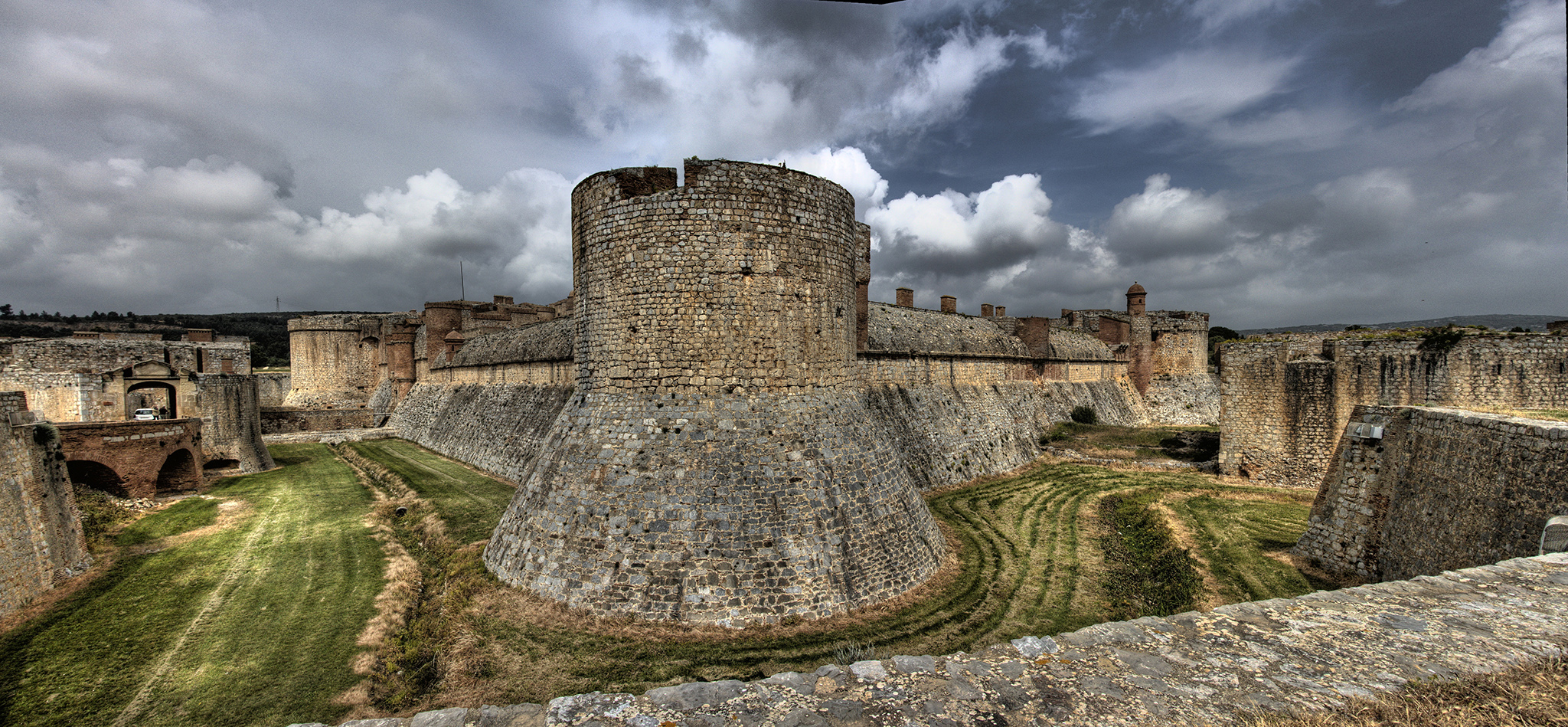
Fästningen Forteresse de Salses ligger i kommunen Salses-le-Château och påbörjades i slutet av 1400-talet.

Antalet invånare i kommunen Salses-le-Château
| Referens: INSEE |